# Roi-dragon
Pour les articles homonymes, voir Typhon Longwang.

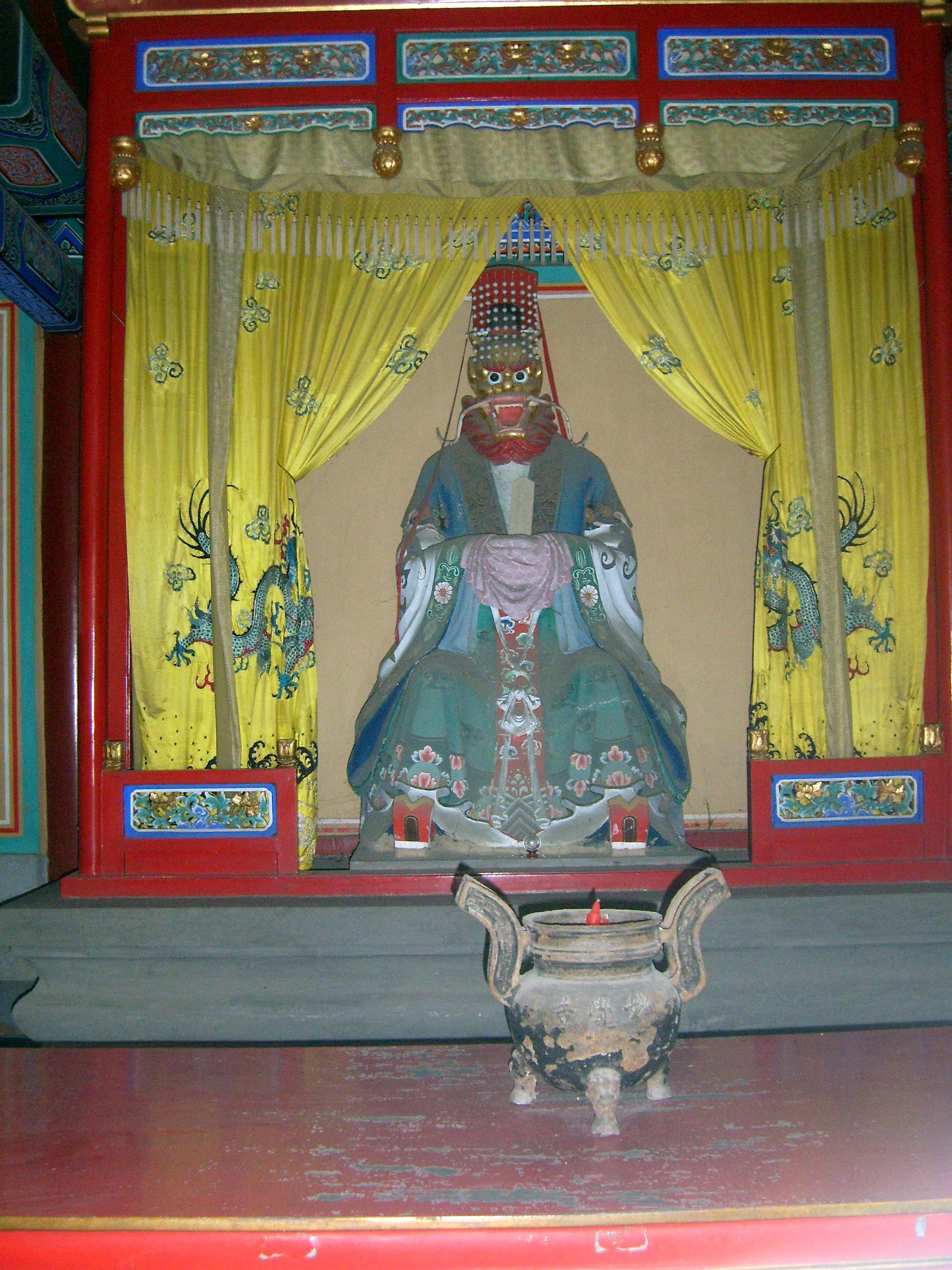
Temple du roi-dragon, Palais d'été, Pékin

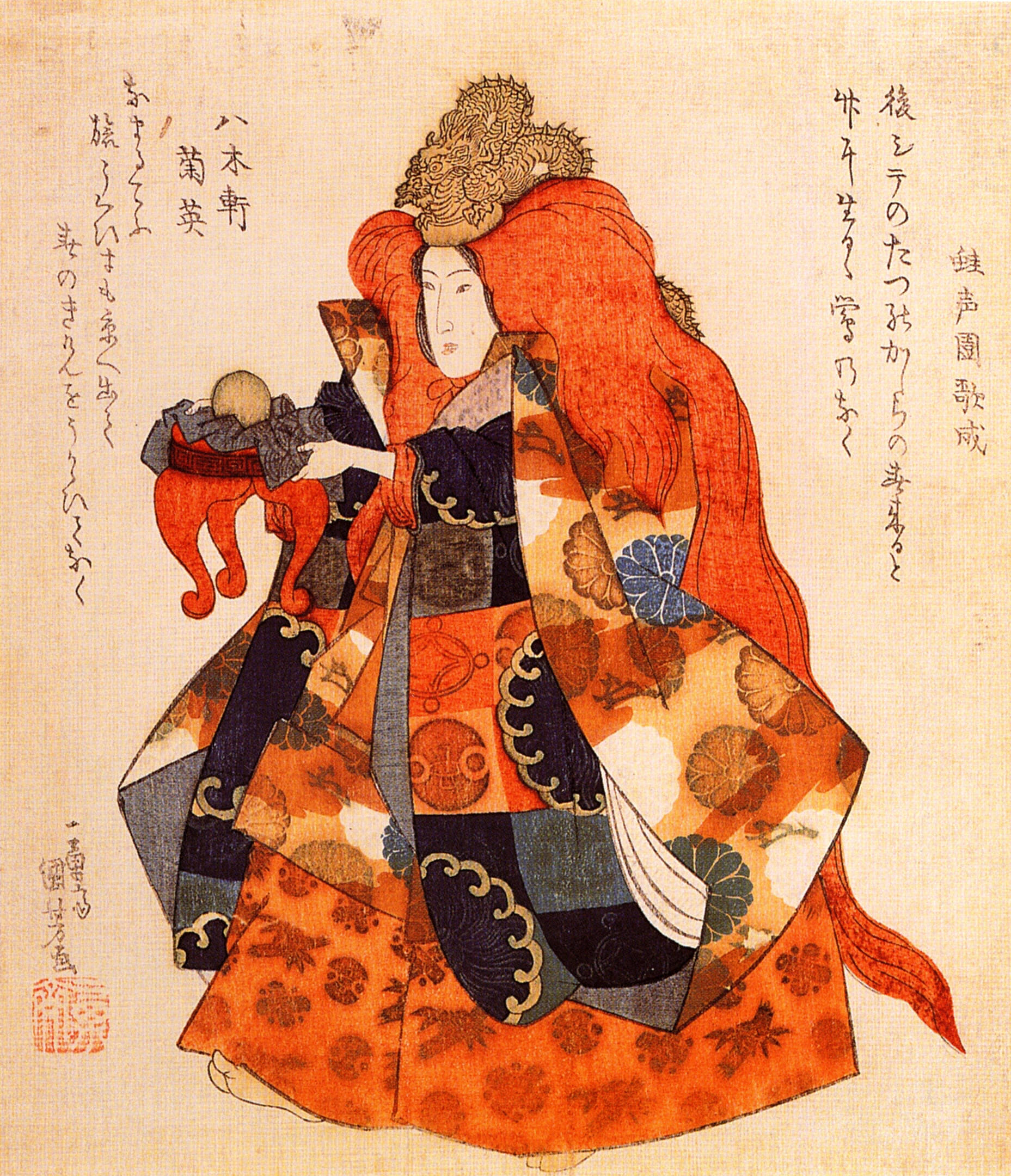
Fille du roi-dragon par Utagawa Kuniyoshi

Longwang (chinois simplifié : 龙王 ; chinois traditionnel : 龍王 ; pinyin : Lóngwáng ; Wade : Lung Wang ; EFEO : Long Wang ; japonais : Ryûô 龍王). À la fois dans la mythologie chinoise et japonaise, les Rois-Dragons occupent une place importante. Généralement haut placés dans le panthéon, ils régissent le climat et sont donc l'intermédiaire entre l'homme et les dieux. Ils séjournent principalement au fond des mers.

## Chine
Les rois-dragons (龍王; pinyin: Lóng Wáng) sont dans la mythologie chinoise les souverains des quatre mers entourant la Terre du centre, le plus puissant étant le roi-dragon de la mer orientale. 

Ils peuvent prendre forme humaine et sont souvent représentés comme un homme à tête de dragon ou qui porte une coiffe avec un dragon. Ils furent à une certaine époque assimilés par le Bouddhisme aux rois-nagas.

Ils vivent chacun dans un palais sous-marin, dénommé « Palais de cristal », gardé par toutes sortes de créatures marines (poissons, poulpes, tortues, crevettes, anguilles, écrevisses, etc) et ont sous leurs ordres une armée dont les généraux peuvent être des crabes ou autres. Ils peuvent déchaîner ou apaiser les mers, mais aussi faire pleuvoir et causer des inondations. Mais s'ils ont ce pouvoir, il est toutefois limité, car seul l'Empereur de jade peut sur décret décider de faire pleuvoir sur un pays ou non. Si jamais ils venaient à enfreindre un de ses ordres, ils se verraient décapiter sur l'instant.
Les rois-dragons apparaissent souvent dans la littérature : Les Huit Immortels traversent la mer, L'Investiture des dieux (naissance de Nazha), Le Voyage en Occident ; grâce à ce dernier ouvrage, ils ont acquis les noms suivants : 
- Roi-dragon de la mer orientale :  Aoguang (敖廣) (EFEO : Ngao Kouang) ;
- Roi-dragon de la mer méridionale : Aoqin (敖欽) (EFEO : Ngao Kin) ;
- Roi-dragon de la mer occidentale :  Aorun (敖閏) (EFEO : Ngao Jouen) ;
- Roi-dragon de la mer septentrionale : Aoshun (敖順) (EFEO : Ngao Chen)[2] ;

Il n'est cependant pas rendu un culte très fervent à ces quatre Rois-Dragons, malgré les nombreux temples à leur nom présents en Chine. Dans la religion populaire, on vénère en réalité des Rois-Dragons locaux. Ils sont liés à chaque cours d'eau ou même chaque puits. Dans le nord de la Chine, chaque puits possède un temple miniature dans lequel figure la statue du roi dragon sous l'aspect d'un mandarin en costume de cérémonie. Le propriétaire lui offre un sacrifice constitué de trois batonnets d'encens le premier et le quinze de chaque mois. Selon la Formule magique de la grotte du Faîte suprême (太上洞淵神咒經), texte taoïste, il y aurait en tout 54 rois-dragons ordinaires et 62 rois-dragons supérieurs.

C'est aussi aux Rois-Dragons que l'on s'adresse pendant les sécheresses. Dans les grands centres on organise en son honneur une procession dans les rues de la ville, avec une effigie du dragon entouré de musiciens et de danseurs. Dans les petits villages on se limite à offrir au Roi-Dragon un grand sacrifice.

Si au bout de quelques jours de prière, la pluie n'est pas revenue, on abandonne la statue du dieu au bord de la route, en plein soleil. On imagine en effet que cela fait souffrir le dragon qui ira demander à l'Empereur de Jade la permission de faire pleuvoir. Si la pluie tombe peu après, une grande fête est organisée en son honneur.
S'il pleut trop et que des risques d'inondation surviennent, c'est une nouvelle fois au Roi-Dragon que l'on s'adresse, afin qu'il fasse cesser la pluie.
De nombreux temples leur étaient dédiés autrefois en Chine, dont il reste en particulier un à Pékin, construit sous les Yuan. Ils ont parfois fait l’objet d’un culte impérial débutant avec l’empereur Taizong des Tang. En 1863 sous l’empereur Tongzhi, on ordonna que le fonctionnaire chargé des voies fluviales rende un culte régulier au roi dragon des canaux.

## Japon
Au Japon, les Rois-Dragons Hachidairyûô (八大龍) « les Huit Grands Rois-Dragons » correspondent aux directions cardinales et collatérales. Ils ont été reconnus spécialement importants et, par conséquent, de sang royal. 
Dans les représentations ils sont en général ramenés à une seule image, celle du roi des dragons Nanda, Nanda Ryūō (ナンダ竜王). Ils sont mentionnés dans de nombreux livres, dont le Sūtra du Lotus. Certaines chapelles leur sont consacrées au Japon, ainsi que certains centres de pèlerinage, comme celui du mont Ikoma près de Nara.
Bien qu'ils demeurent au fond des étangs, des gouffres, ou des grottes, leur palais Ryūgū (竜宮) est situé au fond de l'océan. Selon la tradition, leur puissance résiderait dans un joyau sphérique qu'ils tiennent dans une de leurs pattes.

On les représente soit sous l'aspect de dragon, soit sous celui d'humain, combinant parfois ces deux facettes, le corps animal posant alors sur celui d'un dignitaire humain richement paré. Celui-ci tient dans les mains une corbeille remplie de coraux, symbolisant les trésors de la mer, ses pieds reposant sur une feuille de lotus renversée, elle-même posée sur un rocher.
Selon certaines traditions, il n'existe qu'une divinité dragon, responsable de la pluie, et vivant dans son palais sous-marin, appelée Ryūjin (竜神), « le Dieu-Dragon » ou Kami no Ryū (かみのりゅう).

## Dans la culture
- Les Huit Immortels traversent la mer (八仙過海 Bāxiān guòhǎi) : les huit immortels choisissent chacun un moyen magique de traverser la mer, ce qui déplaît au roi-dragon Aoguang. Il capture Lan Caihe, mais les sept autres immortels résistent et tuent son fils. Aoguang appelle à l'aide les trois autres rois, et la bataille dégénère. La bodhisattva Guanyin (ou le bouddha Vairocana) met fin au conflit.
- L'Investiture des dieux raconte la naissance de Nezha, ensuite personnage principal du film d'animation Le prince Nezha triomphe du roi Dragon, qui s'inspire de l'œuvre. Nezha lutte contre les rois-dragons qui, oubliant leur mission, oppriment le peuple et lui imposent leur volonté ; il tue notamment le fils d'Aoguang, Aobing.
- La Pérégrination vers l'Ouest : le fils d'Aorun, Longwang sanjun, doit être exécuté pour avoir vandalisé le palais de son père. La bodhisattva Guanyin l'aide à partir en exil et devenir le second disciple du moine Sanzang, le transformant en cheval-dragon.

### Sources
- F. Guirand, J. Schmidt, Mythes et Mythologies, Larousse, 2006.
- B.H. Chamberlain, Mœurs et coutumes du Japon, Payot, Paris, 1931.
- B. Franck, Le panthéon bouddhique au Japon, Réunion des musées nationaux, Paris, 1991.
- J. Herbert, Aux sources du Japon : le shintô, Albin Michel, Paris, 1964.